# Neomitranthes capivariensis
Neomitranthes capivariensis là một loài thực vật có hoa trong Họ Đào kim nương. Loài này được (Mattos) Mattos mô tả khoa học đầu tiên năm 1981.